# Talmontiers
Talmontiers é uma comuna francesa na região administrativa de Altos da França, no departamento de Oise. Estende-se por uma área de 9,23 km². Em 2010 a comuna tinha 694 habitantes (densidade: 75,2 hab./km²).